# 胡安·安东尼奥·拉莫斯
胡安·安东尼奥·拉莫斯（西班牙語：Juan Antonio Ramos Sánchez，1976年8月18日—），西班牙男子跆拳道運動員。曾在1997年及2007年獲得兩屆世界跆拳道錦標賽的冠軍，一屆世界跆拳道錦標賽的季軍。亦曾獲得世界杯銀牌，是一名西班牙的名將。也曾參與歐洲杯、奧運會等賽事，可惜沒有突出的名次。他在2007年代表西班牙出戰奧運，可是在四分之一的决赛時就被台灣選手朱木炎擊敗而淘汰。